# Фашители (Пескара)
Фашители (итал. Fascitelli) је насеље у Италији у округу Пескара, региону Абруцо.
Према процени из 2011. у насељу је живело 13 становника. Насеље се налази на надморској висини од 149 м.